# Zeriassa inflexa inflexa
Zeriassa inflexa inflexa es una subespecie de arácnido  del orden Solifugae de la familia Solpugidae.

## Distribución geográfica
Se encuentra en Tanzania.